# شاهسون
شاهسَوَن (به لهجهٔ ترکی شاهسَوَنی: شَسَوَن یا شَهسَوَن)، نام تعدادی گروه ایلی از مردم آذربایجان است که در بخش‌هایی از شمال غرب ایران به ویژه دشت مغان و اردبیل و نواحی خرقان و خمسه، واقع در میان زنجان و تهران و قم به سر می‌برند. شواهد موجود بیانگر آن است که اگر نه همه، دست کم‌تعدادی از این گروه‌ها از دشت مغان به خرقان و خمسه کوچیده‌اند. (که البته نباید این گروه را با اتحادیه ایل خمسه فارس اشتباه گرفت). شیوه زندگی و بسیاری از ویژگی‌های فرهنگی -علی‌الخصوص آلاچیق‌های نیم کره‌ای- آن‌ها را از سایر گروه‌های ایلی ایران حتی ایلات خرقان و خمسه متمایز می‌سازد. پاره‌ای از این ویژگی‌ها را که منشأ آذربایجانی دارند می‌توان در میان سایر ایلات ترک ایران مشاهده کرد. که مشهورترین طائفه ایل شاهسون طائفه قوردلار می‌باشد، که این طائفه مهاجرت از آق دام جمهوری آذربایجان با رونق تجارت درآن زمان مورد احترام ایل قرارگرفته بودند.
هسته ی تشکیل دهنده شاهسون ها ایل تکلو است که خود تکلو ها از ترکان اغوز سالور هستند.
عنوان شاهسون به فارسی به معنی شاه دوست است. این عنوان پس از انقلاب ۵۷ به ال سون یا دوستدار مردم تغییر نام یافت (که البته میان مردم رایج نشد). اسکندر بیگ ترکمان مورخ معروف عصر صفوی استعمال کلمه «شاهی سیون» را ضمن وقایع فتح عراق در دوره شاه اسماعیل اول و همچنین بیان وقایع زمان شاه طهماسب به کار برده‌است. اما اصطلاح سیاسی این شعار زمانی اهمیت پیدا کرد که به طرفداران شاه اسماعیل دوم اطلاق شد و این در حالی بود که بر سر جانشینی شاه طهماسب بین جانشینان او اختلاف افتاد و در این میان دختر طهماسب به نام پریخان خانم که سیاستمدار مقتدری بود به طرفداری از اسماعیل میرزا خود را شاهی سون اعلام نمود.
امروزه شاهسون‌ها علاوه بر مناطق گسترده‌ای از کشور ایران در دیگر کشورهای همسایه از جمله جمهوری آذربایجان، عراق، ترکیه و سوریه نیز سکونت دارند.

## خاستگاه ایل شاهسون
با وجود اسناد نسبتاً فراوانی که راجع به تاریخ شاهسون‌ها وجود دارد، منشأ پیدایش شاهسون‌ها و ایل شاهسون هنوز در پردهٔ ابهام قرار دارد. گمان می‌رود ایل شاهسون مجموعه‌ای از گروه‌های قبایلی باشند که حدوداً بین قرن شانزدهم و هیجدهم به صورت اتحادیه‌ای گردهم آمدند. در قرن حاضر دربارهٔ منشأ پیدایش شاهسون‌ها سه روایت متفاوت وجود دارد. از جمله این روایات از جانب سرجان ملکم است با این شرح که می‌گوید:
"شاه عباس اول از همان آغاز سلطنت ناگزیر به مقابله با زیاده طلبی امیران بزرگ قبایل قزلباش برخاست. وی بدین منظور، برخی از سران قزلباش را به خاک هلاکت نشاند و برای مقابله با طغیان قبایل قزلباش قبیله‌ای تأسیس نمود و آن را شاهسون یعنی دوستدار شاه نامید و از همه مردان قبایل خواست تا به عنوان عضوی از این قبیله ثبت نام نمایند. شاه این قبیله را به عنوان فداییان و سرسپردگان خاندانش در نظر گرفت و با حمایت ویژه‌ای که از این قبیله به عمل آورد، آن را از دیگران متمایز و بر جسته ساخت."
ولادیمیر مینورسکی در مقاله‌ای با عنوان «شاهسون» که در دائرةالمعارف اسلامی درج گردیده‌است، خاطر نشان می‌کند که اسناد و شواهد موجود روایت مالکم را تا حدی مغشوش ساخته‌است زیرا منابع تاریخی عصر صفوی ما را به این حقیقت که شاه عباس اول قبیله‌ای را ایجاد نموده و آن را شاهسون نامیده باشد رهنمون نمی‌سازد.
روایت شاهسون‌ها متفاوت با روایت مالکم است. اما در تضاد با آن نیست و تنها در جزئیات اختلاف وجود دارد. شاهسون‌ها نیز مهاجرت اجدادشان را ار آناتولی تأیید نموده‌اند. روایت رسمی و مورد قبول افراد ایل که در نوشته‌های مربوط به ایل شاهسون نیز منعکس گردیده، در قرن حاضر اولویت یافته‌است. به اعتقاد شاهسون‌ها ایل شاهسون از سی و دو طایفه با موقعیتی برابر تشکیل شده‌است. شاهسون‌ها مدعی هستند که آنان هیچ وقت تحت امر یک رئیس ارشد نبوده‌اند.. مطابق نظریه‌های رایج، شاهسون‌ها در زمان صفویه در مغان به سر می‌برده‌اند. اما در مورد بومی بودن یا مهاجر بودن آن‌ها به منطقه و در صورت پذیرش مهاجرت، بر سر زمان مهاجرت اختلاف دیدگاه وجود دارد.
با توجه به روایات و سندیت‌های تاریخی موجود، اتحادیه ایل شاهسون از چند طایفه شامل بومیان دشت مغان (احتمالاً آلان‌ها و تیره مهرگانیان آریایی نژاد " آینالی‌ها = آئینه‌ای‌ها، مهرپرستان") و مهاجرینی مانند اعقاب طوایف افشار و طوایف شاملو (مهاجر از آناتولی) و برخی از قبایل قزلباش و غزهای ترک نژاد آسیای میانه، تشکیل یافته باشد که تحت یک اتحادیه سیاسی، نظامی و اجتماعی خاص با زبان رسمی ترکی ائیلیاتی برای افراد ایل، گرد هم آمده‌اند و در سده‌های ۱۶ تا ۱۸ میلادی نقش سیاسی و نظامی پر رنگی را در تاریخ منطقه و حتی ایران داشته‌اند.

### وجه تسمیه اصطلاح شاهسون
در معنای واژه شاهسون که محتوی پاره‌ای ارزش‌های نمادین است می‌بایست بیشتر پژوهش گردد. در کل واژه شاهسون دارای مفاهیمی است که به شرح زیر آورده شده:
- در وهله اول از واژه شاهسون معنای سرسپردگان شاه استنباط می‌گردد. (دوستداران شاه)
- در وهله دوم، این واژه بیانگر سر سپاری به طریقت صفویه، مذهب شیعه و ائمه به خصوص علی بن ابی‌طالب است که شاهان صفویه نمایندگان آنان به‌شمار می‌رفتند و نه تجلی و تجسم آنان.
- و در وهله سوم واژه شاهسون حس انزجار و مخالفت شدیدی را نسبت به عثمانی سنی مذهب که دشمن دیرینه صفویان شیعه مذهب بودند، پدیدمی‌آورد. اعلام شاهسونی از سوی رؤسای قبایل بدین معنا بود که آنان پیروی از فرامین شاه را در حکم فرایض دینی و اخلاقی خود تلقی می‌کردند.

## پیشینه تاریخی شاهسون‌ها

### آذربایجان و مغان

چشم‌اندازی از دشت مغان

از زمان‌های بسیار قدیم اقوامی ایرانی‌نژاد به نام الان در سرزمین مغان سکنی گزیده‌اند که به ایشان آلان یا آلانی نیز گفته‌اند و این کلمه را در زبان اروپایی قدیم مخصوصاً در یونانی آلبان و سرزمین آن‌ها را آلبانیا ضبط کرده‌اند. در زمان‌های بعد آران را شامل سرزمینی که در میان شروان و آذربایجان ایران بوده‌است می‌دانستند. به‌طور کلی نام آلان‌ها از آغاز قرن اول میلادی در تاریخ ذکر شده‌است.
مرحوم سعید نفیسی نام قدیمی مغان را آموکان می‌داند، او در بخش معرفی سرزمین آلانیان و مردم آن دیار می‌نویسد:
"پای تازیان در سرزمین آران در خلافت عثمان بن عفان (۳۵–۲۳ هجری) باز شد. پیش از این خاندانی از آلانیان در این سرزمین پادشاهی داشتند که منقرض شده بودند ود. این خاندان را در این دوره آلانشاه خوانده‌اند. منطقه مغان نیز در این دوره به عنوان منطقه‌ای مستقل و تحت فرمانروای خاندان آموکان شاه اداره می‌شده‌است. آموکان نام کهن موقان (مغان) است که اکنون به غلط موغان یا مغان نوشته می‌شود.
زین العابدین شیروانی در کتاب «بستان السیاحه» در مورد موقعیت مغان چنین می‌نویسد:
" بعضی او را به واو نویسند. ولایتی است مشهور و دیاریست مذکور، مشتمل است بر بلاد قدیم و نواحی عظیمه و مراتع دلکش و موضع بسیار خوش از اقلیم پنجم و هوایش خرم و محدود است از شمال به ولایت شیروان و از جنوب به ملک آذربایجان و از شرق به ارض تالش و از مغرب به گرجستان.
امروزه، مردم محلی و بومی منطقه به خصوص شاهسون‌ها، مغان را آران یا گرمسیری می‌گویند.
نظامی گنجوی در مورد مغان می‌گوید:
| به فصل گل به موقان است جایش |  | که تا سرسبز باشد خاک پایش |

### سازمان ایلی شاهسون‌ها
طوایف شاهسون از یک سلسله مراتب تشکیل یافته بود بدین صورت که خاندان‌های ایل بیگ و تعدادی دیگر نسب مشترک خود را به ینصرپاشا جد بدرخان رسانده و خود را طوایف «بیگ زاده» می‌خواندند. دیگر طوایف رعیت یا «هامپا» یا همپا نامیده می‌شدند. هر طایفه بیگ زاده نیز از دو طبقه تشکیل می‌شد. اعضای خاندان حاکم، هسته مرکزی طایفه به‌شمار می‌رفت. این طبقه نام نیای طایفه را بر خود داشت. انتصاب از سوی حکومت، مالکیت بر مراتع و منسوبیت به جد اعلای طایفه ابزار حاکمیت این طبقه بود. طبقه بیگ زاده عده‌ای نوکر به خدمت داشت. طبقه بیگ زاده مالیات نمی‌پرداخت، تن به کار نمی‌داد و مالک همه چیز به‌شمار می‌رفت. در برخی از طوایف شمار این طبقه بیش از نصف جمعیت طایفه بود.

#### شاهقلی پاشا، ینصر پاشا و طوایف بیگ زاده
در سال‌های پایانی قرن نوزدهم سه فقره گزارش دربارهٔ تاریخ طوایف شاهسون دشت مغان و سر دودمان‌های آنان انتشار یافت که عبارتند از:
1. - گزارش سرهنگ ای.آ. اگرانوویچ کمیسر سرحدی روسیه در امور شاهسون‌ها
2. -گزارش گوستاو راده طبیعی دان آلمانی.
3. -سومین گزارش از مارکف نماینده سیاسی روسیه.

هر سه شخص فوق گزارش‌های مشابه و در برخی موارد با تناقضات، از ماهیت سر دودمان شاهسون‌ها ارائه می‌دهند ولی در هر سه مورد نام ینصرپاشا سر دودمان اولیه ایلات شاهسون مهاجر از آناتولی به دشت مغان به چشم می‌خورد.
در نسخه‌ای از تحفه شاهی (۱۷۱۶م/۱۰۹۴ ه‍.ش) نوشته میرزا محمد حسین مستوفی الممالک عنوان شده‌است که ینصرپاشا پسر شاهقلی پاشا است. شاهقلی پاشا سنی مذهب و از بزرگان مملکت عثمانی بوده که نزاع بر سر مسائل سیاسی و قدرت طلبی وی در قبال شاه عثمانی او و طوایفش را به پناهندگی به مملکت ایران روانه کرد. به عقیده وی شاهقلی پاشا در اردبیل وفات یافته و در صحن بقعه صفویان به خاک سپرده شده‌است. (سنگ قبر او در کنار درب بیرونی صحن با نام حکاکی شده "ابوالقاسم بیگ بن شاهقلی بیگ" نمایان است).
اگرانوویچ می‌نویسد ینصرپاشا در ناحیه خوی، در نزدیکی دریاچه ارومیه، زندگی کرد و سر انجام در همان‌جا نیز در گذشت. پس از مرگش، شش پسر به نام‌های قوجا، بنده علی، پلات، دمیرچی، ساری خان، و نوروز علی از او باقی ماند. پسران ینصر که هر کدام طایفه‌ای را تحت ریاست داشتند، پس از مرگ پدر از یکدیگر جدا شدند و نام آنان بر این طوایف گذاشته شد. بعداً از این طوایف شعبات کوچکتری پدید آمد. تبارنامه پسران ینصر پاشا و طوایف تابعه آنان که بعدها اکثریت طوایف شاهسون در سراسر کشور زیر مجموعه ویا همپیمان این طوایف بودند، در الگوی تبارنامه زیر (با کمی تناقض با برخی منابع) آورده شده‌است:
|                                          |                                          |                                          |                                          |                                          |                                          |  |  |  |  |                                              |                                              |                                              |                                              |                                              |                                              |  |  |  |  |                                                                                         |                                                                                         |                                                                                         |                                                                                         |                                                                                         |                                                                                         |  |  |  |  | حسن خليفه بابا |  |  |  |  |  |                                                              |                                                              |                                                              |                                                              |                                                              |                                                              |  |  |                                                                               |                                                                               |                                                                               |                                                                               |                                                                               |                                                                               |  |  |  |  |                                    |                                    |                                    |                                    |                                    |                                    |  |  |  |  |  |  |  |  |  |  |  |  |  |  |  |  |  |  |  |  |  |  |  |  |  |  |  |  |  |  |  |  |  |  |  |  |
|                                          |                                          |                                          |                                          |                                          |                                          |  |  |  |  |                                              |                                              |                                              |                                              |                                              |                                              |  |  |  |  |                                                                                         |                                                                                         |                                                                                         |                                                                                         |                                                                                         |                                                                                         |  |  |  |  |                |  |  |  |  |  |                                                              |                                                              |                                                              |                                                              |                                                              |                                                              |  |  |                                                                               |                                                                               |                                                                               |                                                                               |                                                                               |                                                                               |  |  |  |  |                                    |                                    |                                    |                                    |                                    |                                    |  |  |  |  |  |  |  |  |  |  |  |  |  |  |  |  |  |  |  |  |  |  |  |  |  |  |  |  |  |  |  |  |  |  |  |  |
|                                          |                                          |                                          |                                          |                                          |                                          |  |  |  |  |                                              |                                              |                                              |                                              |                                              |                                              |  |  |  |  |                                                                                         |                                                                                         |                                                                                         |                                                                                         |                                                                                         |                                                                                         |  |  |  |  | شاهقلی پاشا    |  |  |  |  |  |                                                              |                                                              |                                                              |                                                              |                                                              |                                                              |  |  |                                                                               |                                                                               |                                                                               |                                                                               |                                                                               |                                                                               |  |  |  |  |                                    |                                    |                                    |                                    |                                    |                                    |  |  |  |  |  |  |  |  |  |  |  |  |  |  |  |  |  |  |  |  |  |  |  |  |  |  |  |  |  |  |  |  |  |  |  |  |
|                                          |                                          |                                          |                                          |                                          |                                          |  |  |  |  |                                              |                                              |                                              |                                              |                                              |                                              |  |  |  |  |                                                                                         |                                                                                         |                                                                                         |                                                                                         |                                                                                         |                                                                                         |  |  |  |  |                |  |  |  |  |  |                                                              |                                                              |                                                              |                                                              |                                                              |                                                              |  |  |                                                                               |                                                                               |                                                                               |                                                                               |                                                                               |                                                                               |  |  |  |  |                                    |                                    |                                    |                                    |                                    |                                    |  |  |  |  |  |  |  |  |  |  |  |  |  |  |  |  |  |  |  |  |  |  |  |  |  |  |  |  |  |  |  |  |  |  |  |  |
|                                          |                                          |                                          |                                          |                                          |                                          |  |  |  |  |                                              |                                              |                                              |                                              |                                              |                                              |  |  |  |  |                                                                                         |                                                                                         |                                                                                         |                                                                                         |                                                                                         |                                                                                         |  |  |  |  | ینصر پاشا      |  |  |  |  |  |                                                              |                                                              |                                                              |                                                              |                                                              |                                                              |  |  |                                                                               |                                                                               |                                                                               |                                                                               |                                                                               |                                                                               |  |  |  |  |                                    |                                    |                                    |                                    |                                    |                                    |  |  |  |  |  |  |  |  |  |  |  |  |  |  |  |  |  |  |  |  |  |  |  |  |  |  |  |  |  |  |  |  |  |  |  |  |
|                                          |                                          |                                          |                                          |                                          |                                          |  |  |  |  |                                              |                                              |                                              |                                              |                                              |                                              |  |  |  |  |                                                                                         |                                                                                         |                                                                                         |                                                                                         |                                                                                         |                                                                                         |  |  |  |  |                |  |  |  |  |  |                                                              |                                                              |                                                              |                                                              |                                                              |                                                              |  |  |                                                                               |                                                                               |                                                                               |                                                                               |                                                                               |                                                                               |  |  |  |  |                                    |                                    |                                    |                                    |                                    |                                    |  |  |  |  |  |  |  |  |  |  |  |  |  |  |  |  |  |  |  |  |  |  |  |  |  |  |  |  |  |  |  |  |  |  |  |  |
|                                          |                                          |                                          |                                          |                                          |                                          |  |  |  |  |                                              |                                              |                                              |                                              |                                              |                                              |  |  |  |  |                                                                                         |                                                                                         |                                                                                         |                                                                                         |                                                                                         |                                                                                         |  |  |  |  |                |  |  |  |  |  |                                                              |                                                              |                                                              |                                                              |                                                              |                                                              |  |  |                                                                               |                                                                               |                                                                               |                                                                               |                                                                               |                                                                               |  |  |  |  |                                    |                                    |                                    |                                    |                                    |                                    |  |  |  |  |  |  |  |  |  |  |  |  |  |  |  |  |  |  |  |  |  |  |  |  |  |  |  |  |  |  |  |  |  |  |  |  |
|                                          |                                          |                                          |                                          |                                          |                                          |  |  |  |  |                                              |                                              |                                              |                                              |                                              |                                              |  |  |  |  |                                                                                         |                                                                                         |                                                                                         |                                                                                         |                                                                                         |                                                                                         |  |  |  |  |                |  |  |  |  |  |                                                              |                                                              |                                                              |                                                              |                                                              |                                                              |  |  |                                                                               |                                                                               |                                                                               |                                                                               |                                                                               |                                                                               |  |  |  |  |                                    |                                    |                                    |                                    |                                    |                                    |  |  |  |  |  |  |  |  |  |  |  |  |  |  |  |  |  |  |  |  |  |  |  |  |  |  |  |  |  |  |  |  |  |  |  |  |
| قوجا بیگ(قوجابیگلو)                      | قوجا بیگ(قوجابیگلو)                      | قوجا بیگ(قوجابیگلو)                      | قوجا بیگ(قوجابیگلو)                      | قوجا بیگ(قوجابیگلو)                      | قوجا بیگ(قوجابیگلو)                      |  |  |  |  | بنده علی بنده علی بیگلو                      | بنده علی بنده علی بیگلو                      | بنده علی بنده علی بیگلو                      | بنده علی بنده علی بیگلو                      | بنده علی بنده علی بیگلو                      | بنده علی بنده علی بیگلو                      |  |  |  |  | پلات پلاتلو                                                                             | پلات پلاتلو                                                                             | پلات پلاتلو                                                                             | پلات پلاتلو                                                                             | پلات پلاتلو                                                                             | پلات پلاتلو                                                                             |  |  |  |  |                |  |  |  |  |  | دمیر خان دمیرچی لو                                           | دمیر خان دمیرچی لو                                           | دمیر خان دمیرچی لو                                           | دمیر خان دمیرچی لو                                           | دمیر خان دمیرچی لو                                           | دمیر خان دمیرچی لو                                           |  |  | ساری خان ساری خان بیگلو                                                       | ساری خان ساری خان بیگلو                                                       | ساری خان ساری خان بیگلو                                                       | ساری خان ساری خان بیگلو                                                       | ساری خان ساری خان بیگلو                                                       | ساری خان ساری خان بیگلو                                                       |  |  |  |  | نوروز علی نوروزعلی بیگلو           | نوروز علی نوروزعلی بیگلو           | نوروز علی نوروزعلی بیگلو           | نوروز علی نوروزعلی بیگلو           | نوروز علی نوروزعلی بیگلو           | نوروز علی نوروزعلی بیگلو           |  |  |  |  |  |  |  |  |  |  |  |  |  |  |  |  |  |  |  |  |  |  |  |  |  |  |  |  |  |  |  |  |  |  |  |  |
| قوجا بیگ(قوجابیگلو)                      | قوجا بیگ(قوجابیگلو)                      | قوجا بیگ(قوجابیگلو)                      | قوجا بیگ(قوجابیگلو)                      | قوجا بیگ(قوجابیگلو)                      | قوجا بیگ(قوجابیگلو)                      |  |  |  |  | بنده علی بنده علی بیگلو                      | بنده علی بنده علی بیگلو                      | بنده علی بنده علی بیگلو                      | بنده علی بنده علی بیگلو                      | بنده علی بنده علی بیگلو                      | بنده علی بنده علی بیگلو                      |  |  |  |  | پلات پلاتلو                                                                             | پلات پلاتلو                                                                             | پلات پلاتلو                                                                             | پلات پلاتلو                                                                             | پلات پلاتلو                                                                             | پلات پلاتلو                                                                             |  |  |  |  |                |  |  |  |  |  | دمیر خان دمیرچی لو                                           | دمیر خان دمیرچی لو                                           | دمیر خان دمیرچی لو                                           | دمیر خان دمیرچی لو                                           | دمیر خان دمیرچی لو                                           | دمیر خان دمیرچی لو                                           |  |  | ساری خان ساری خان بیگلو                                                       | ساری خان ساری خان بیگلو                                                       | ساری خان ساری خان بیگلو                                                       | ساری خان ساری خان بیگلو                                                       | ساری خان ساری خان بیگلو                                                       | ساری خان ساری خان بیگلو                                                       |  |  |  |  | نوروز علی نوروزعلی بیگلو           | نوروز علی نوروزعلی بیگلو           | نوروز علی نوروزعلی بیگلو           | نوروز علی نوروزعلی بیگلو           | نوروز علی نوروزعلی بیگلو           | نوروز علی نوروزعلی بیگلو           |  |  |  |  |  |  |  |  |  |  |  |  |  |  |  |  |  |  |  |  |  |  |  |  |  |  |  |  |  |  |  |  |  |  |  |  |
| طوایف تابعه : مرادلو ، اودولو ، خلیفه لو | طوایف تابعه : مرادلو ، اودولو ، خلیفه لو | طوایف تابعه : مرادلو ، اودولو ، خلیفه لو | طوایف تابعه : مرادلو ، اودولو ، خلیفه لو | طوایف تابعه : مرادلو ، اودولو ، خلیفه لو | طوایف تابعه : مرادلو ، اودولو ، خلیفه لو |  |  |  |  | طوایف تابعه : علی بابالو ،بیگ باغلو ، خلف لو | طوایف تابعه : علی بابالو ،بیگ باغلو ، خلف لو | طوایف تابعه : علی بابالو ،بیگ باغلو ، خلف لو | طوایف تابعه : علی بابالو ،بیگ باغلو ، خلف لو | طوایف تابعه : علی بابالو ،بیگ باغلو ، خلف لو | طوایف تابعه : علی بابالو ،بیگ باغلو ، خلف لو |  |  |  |  | طوایف تابعه : قره شیخ لو ، آبی بیگ لو ، قوزآتلو ، یورتچی، دورجون خوجالو ، تکله ، یکه لو | طوایف تابعه : قره شیخ لو ، آبی بیگ لو ، قوزآتلو ، یورتچی، دورجون خوجالو ، تکله ، یکه لو | طوایف تابعه : قره شیخ لو ، آبی بیگ لو ، قوزآتلو ، یورتچی، دورجون خوجالو ، تکله ، یکه لو | طوایف تابعه : قره شیخ لو ، آبی بیگ لو ، قوزآتلو ، یورتچی، دورجون خوجالو ، تکله ، یکه لو | طوایف تابعه : قره شیخ لو ، آبی بیگ لو ، قوزآتلو ، یورتچی، دورجون خوجالو ، تکله ، یکه لو | طوایف تابعه : قره شیخ لو ، آبی بیگ لو ، قوزآتلو ، یورتچی، دورجون خوجالو ، تکله ، یکه لو |  |  |  |  |                |  |  |  |  |  | طوایف تابعه : اینانلو ، کلاسر لو،حاجی خوجالو ،قوردلار ،عربلو | طوایف تابعه : اینانلو ، کلاسر لو،حاجی خوجالو ،قوردلار ،عربلو | طوایف تابعه : اینانلو ، کلاسر لو،حاجی خوجالو ،قوردلار ،عربلو | طوایف تابعه : اینانلو ، کلاسر لو،حاجی خوجالو ،قوردلار ،عربلو | طوایف تابعه : اینانلو ، کلاسر لو،حاجی خوجالو ،قوردلار ،عربلو | طوایف تابعه : اینانلو ، کلاسر لو،حاجی خوجالو ،قوردلار ،عربلو |  |  | طوایف تابعه :طایفه زرگر اجیرلو ، میلی-خلیفه لو ، بالابیگلو ، بیگدلو ، همونلو، | طوایف تابعه :طایفه زرگر اجیرلو ، میلی-خلیفه لو ، بالابیگلو ، بیگدلو ، همونلو، | طوایف تابعه :طایفه زرگر اجیرلو ، میلی-خلیفه لو ، بالابیگلو ، بیگدلو ، همونلو، | طوایف تابعه :طایفه زرگر اجیرلو ، میلی-خلیفه لو ، بالابیگلو ، بیگدلو ، همونلو، | طوایف تابعه :طایفه زرگر اجیرلو ، میلی-خلیفه لو ، بالابیگلو ، بیگدلو ، همونلو، | طوایف تابعه :طایفه زرگر اجیرلو ، میلی-خلیفه لو ، بالابیگلو ، بیگدلو ، همونلو، |  |  |  |  | طوایف تابعه :گیکلو ریا، پیرایواتلو | طوایف تابعه :گیکلو ریا، پیرایواتلو | طوایف تابعه :گیکلو ریا، پیرایواتلو | طوایف تابعه :گیکلو ریا، پیرایواتلو | طوایف تابعه :گیکلو ریا، پیرایواتلو | طوایف تابعه :گیکلو ریا، پیرایواتلو |  |  |  |  |  |  |  |  |  |  |  |  |  |  |  |  |  |  |  |  |  |  |  |  |  |  |  |  |  |  |  |  |  |  |  |  |

گوستاو راده و مارکف هر دو بر آنند که گروهی از ابواب جمعی ینصر پاشا به هنگام ورود به قلمرو ایران از او جدا شده و به اذن شاه به خراسان کوچیدند.
راده می‌نویسد که کورت بیگ (قورت بیگ) یکی از رؤسای متنفذی بود که همراه ینصرپاشا به ایران آمد. کورت بیگ سه پسر داشت. نام طایفه قوزاتلو از نام یکی از پسران او گرفته شده‌است. تعدادی از طوایف تابع کورت بیگ از او جدا شده و به اراک کوچیدند. هم‌زمان با ینصر پاشا طوایف شاملو (اینانلو، بیگدلو) نیز وارد ایران شدند.
طوایفی که از کورت بیگ، اینانلو و بیگدلو منشعب شدند عبارتند از:
- طوایف وابسته به قورت بیگ: تالش میکائیلو، خلیفه‌لو، مغانلو، اودلو، مرادلو.
- طوایف وابسته به اینانلو: پیرایواتلو، کلاش، کورعباسلو، گیکلو، یورتچی، دورسون خوجالو
- طوایف وابسته به بیگدلو: اجیرلو، حاجی خوجالو، یئدی ایماق، عربلو، چاکرلو و قبادلو.
- طوایف وابسته به کلاسرلو: تیره محمدی،تیره قزل قیه (کریمی خانقاه سفلی)،اصغری،

اما در گزارش مارکف از سه نوه ینصرپاشا به نام‌های ساری خان بیگ، بید علی بیگ و قوجا بیگ طوایف زیر به‌وجود آمدند:
ساری خان بیگلو - بید علی بیگ لو - قوجابیگلو- طایفه زرگر

##### گزارش آقا بزرگ ابراهیمی
آقا بزرگ ابراهیمی از افسران بازنشسته ارتش در امور شاهسون‌ها می‌نویسد:
"نسب ایل بیگ‌های شاهسون و عموزادگان بیگ زاده آن‌ها شامل قوجابیگلو، عیسی بیگلو، مستعلی بیگلو، رضا بیگلو، ساری خان بیگلو و بالا بیگلو به شخصی به تام امیر ارسلان می‌رسد. وی در حوالی سال(۱۵۰۰م / ۸۸۰ ه. ش) به همراه قبیله اش در ناحیه ساری قامیش واقع در آناتولی شرقی می‌زیست. مهاجرت این طوایف به توسط سلطان محمد استاجلو برادر زاده شاه اسماعیل بوده‌است. دیگر خاندان ایل بیگ‌ها به سروانلار (ساربان‌ها) معروف بودند. احتمالاً خاندان سروانلار به خاطر واقع شدن موطن شان (ساری قامیش) در میانه جاده ابریشم که از ترابوزان تا زاهدان امتداد داشت، شتر کرایه می‌دادند."

#### تبارنامه شاهسون‌های اردبیل ومشکین
بدرخان حاکم شهر اردبیل و رئیس شاهسونان اردبیل و مشکین، از نوادگان ینصرپاشا می‌باشد. مارکف بدر خان را برادرزاده ینصرپاشا می‌داند. طوایف وی در مناطق ییلاقی اردبیل و مشکین سکونت داشتند. بعدها برخی طوایف زیرشاخه به دلایل سیاسی و نظامی به مناطق دیگر کشور از جمله ساوه، اراک، ورامین، دشت فارس، خراسان، زنجان و دشت قزوین، دشت موصل (شمال عراق)، حاشیه زاینده رود (روستای مارکده) و بغداد و…، در طول بازه زمانی از صفویه تا پهلوی نقل مکان کرده‌اند.
نادرشاه پس از بازپس‌گیری اردبیل و مغان از اشغال عثمانیها و روسها، بدرخان پاشا را به ریاست ایل شاهسون برگمارد. ریاست ایل شاهسون و منصب حکمرانی اردبیل در دست اعقاب بلافصل خان مزبور باقی ماند. لیکن با بروز انشعاب میان آنان، اتحادیه ایل شاهسون به دو شاخه اردبیل و مشکین تقسیم شد.
به گزارش مارکف و راده بدرخان پاشا در عملیات‌های متعدد جنگی، همراه نادر بوده‌است و در جریان انتخاب نادر به عنوان شاه ایران در قوریلتای مغان به سال ۱۱۱۴ ه‍.ش نقش بسزایی داشته‌است. بعدها وی به فرماندهی نگهبانان سلطنتی نادر شاه گمارده شد. پس از مرگ نادر در سال ۱۱۲۵ ه‍.ش از سرنوشت بدرخان خبری در دست نیست.
بر اساس روایت‌ها، نظرعلی خان رئیس شاهسون‌ها فرزند و جانشین بدرخان بوده‌است. وی حاکم شهر اردبیل و در واپسین سال‌های عمر نادرشاه در شرق کشور مشغول انجام عملیات‌های نظامی بوده‌است.

### صفویه و شاهسون
در اواخر قرن شانزدهم میلادی پس از این که بیشتر تیره‌های سنی و شیعه خود را از زیر سلطه ظالمانه امپراتوری عثمانی نجات بخشیده و به ایران پناهنده شدند، یون سور پاشا هم به منظور کسب اجازه در مورد آوردن قبیله اش به ایران به نزد شاه عباس آمده مه مورد موافقت شاه عباس قرار گرفت و شاه عباس به آن‌ها آزادی انتخاب محل داد که این قبایل، دشت مغان (مرکز ایل شاهسون امروزی) را انتخاب کردند. شاه عباس به آنان نام شاهسون داد و از این مقطع ایل شاهسون با ورود طوایف آناتولیلایی گسترش می‌یابد. یون سور پاشا ابتدا دارای مذهب سنی بود ولی بعدها تغییر مذهب داده و به مذهب شیعه گرایید. پس از مرگ یون سور پاشا، شش فرزندش سرزمینی را که او تحت اختیار داشت بین خود تقسیم کردند. احتمالاً یون سور پاشا را می‌توان پیشگام و از سردودمان‌های اصلی ایل شاهسون امروزی دانست.
از این تاریخ طرفداران شاه عباس به عنوان شاهسون درمی آیند و بعدها به شعبات دیگری به شرح زیر تقسیم می‌شوند:
الف) شاهسون‌های آذربایجان
1. شاهسون‌های اردبیل (از مراتع ییلاقی بلندی‌های ارسباران استفاده می‌کنند)
2. شاهسون‌های مشکین‌شهر (از مراتع ییلاقی بلندی‌های مشکین‌شهر استفاده می‌کنند)

ب) شاهسون‌های خرقان، خمسه، استان مرکزی، قم و تهران
1. ایل بزرگ شاهسون بغدادی (در زمان نادرشاه از مناطق شمالی عراق به خراسان کوچ داده شدند سپس به حاشیه زاینده رود و شیراز رفتند)
2. ایل بزرگ شاهسون اینانلو (بخش اعظم آن از شیراز به استان مرکزی، قزوین و بخش‌های شمالی اراک کوچانده شدند)

#### شاهسون‌ها و سلطان محمد خدابنده
سلطان محمد خدابنده در دوره سلطنت خود برای مقابله با ازبکان و عثمانیها به جلب حمایت قبایل و استفاده از افراد مختلف غیرنظامی که داوطلبانه به خدمت نظام رو می‌کردند، پرداخت و این اقدام او به «شاهسون اولماخ» (دوستدار شاه شدن) معروف شد که بعدها در زمان شاه عباس اول، این نام به مجموع طوایف طرفدار شاه عباس و رقیب قزلباشها که سر به طغیان گذاشته بودند اطلاق شد و از این تاریخ این طوایف، به عنوان ایلی به همین نام (ایل شاهسون) ظاهر شد که این پدیده فقط از لحاظ انتخاب لغت شاهسون و اصطلاح شاهسونی با عمل شاه سلطان محمد خدابنده ارتباط دارد. اما نام‌گذاری طوایفی از طرفداران شاه تحت عنوان ایل شاهسون در دوره شاه عباس صورت می‌گیرد.

#### فروپاشی امپراتوری صفویه و اوضاع نابسامان شاهسون‌ها
سرنگونی امپراتوری و دودمان صفویه که پادشاهان آن ۲۲۸ سال بر ایران حکومت کردند در زمان شاه سلطان حسین (۱۰۷۲ – ۱۱۰۱ خورشیدی) به یکباره به وقوع پیوست. از آن پس عثمانیهای سنی مذهب به نحوی تهدیدآمیز به سوی منطقه مغان-اردبیل پیشروی نمودند. با پیشروی روسها تا سواحل جنوب دریای خزر مسئله مسیحیت نیز به صورت یک عامل توازن مطرح گردید. در این دوران شاهسون‌ها به چهار گروه تقسیم شدند. گروه اول که اکثریت را شامل می‌شدند با کمی تزلزل به سپاهیان نادر شاه افشار پیوستند و گروه‌های اقلیت که به گروه‌های حامی شاه تهماسب دوم، روس‌ها و عثمانی‌ها پیوستند؛ که برخی از این گروه‌ها بعد از تسلط نادر شاه به وی گرویدند.
در این دوران موضوع برای شاهسون‌ها روشن بود. بدین معنا که دشمن اصلی و دیرینه عثمانی‌ها بودند. از آنجا که شاه صفی با روس‌ها وارد اتحاد شده بود، رؤسای شاهسون نیز می‌بایستی هم به عنوان وظیفه و هم برای صیانت از مراتع ایل و زمین‌های کشاورزی جانب آنان را می‌گرفتند.
علی الظاهر طوایف شاهسون، شقاقی و مغانی در برابر عثمانی‌ها به شدت مقاومت نشان دادند. آنان مدتی نیز در کنار چریکهای ارمنی با عثمانی‌ها جنگیدند. اما نهایتاً همه راه‌ها به رویشان بسته شد. شاهسون‌ها و مغانی‌ها مراتعشان را در مغان غربی ترک گفته و برای پناه جستن در نزد روس‌ها به سالیان کوچ نمودند.
شقاقی‌ها (شاهسون) که زیستگاهشان در مشکین بوسیله عثمانی‌ها ویران شده بود، ناگزیر تسلیم شدند. شاهسون‌های اینانلو و افشار نیز به زودی تسلیم عثمانی‌ها شدند. کوتاه زمانی پس از این آشوب‌ها، نادرشاه افشار مغان و اردبیل را به نام صفویان، از اشغال خارج ساخت.
این نکته را باید به خاطر سپرد که تا پیش از عصر مدرن، زمامداران ایرانی در همه سطوح همچون دیگر دولت‌های خاورمیانه، تنها به مناطقی توجه نشان می‌دادند که بتوانند از جمعیت، نیروی نظامی و منابع آن بهره‌کشی نمایند. این مسئله اصلی‌ترین دلیل سیاست کوچ اجباری از سوی نادر شاه و سیاست زمین سوخته از جانب شاه عباس اول بود.

### زندیه و شاهسون‌ها
پس از پایان سلطنت نادرشاه از سرنوشت بدرخان نیز خبری در دست نیست. مطابق یک سند آرشیوی مربوط به ۱۸۲۸م / ۱۲۰۶ ه‍.ش که مورد استناد دلیلی (محقق در امور شاهسون‌ها) قرار گرفته‌است، نظرعلی خان فرزند بدرخان در تاریخ نامعلومی حکمران تمام شاهسون‌های اردبیل، خلخال و مغان به جای پدر نشست و بیگ‌های خویشاوندش را به ریاست نواحی مشکین، نمین و مغان برگمارد. مع‌الوصف تا پایان حکمرانی کریم خان از او، در ناحیه اردبیل و مغان خبری نیست.
نوشته‌اند که طوایف شاهسون و شقاقی در فاصله سال‌های ۱۱۳۸–۴۱ ه‍.ش در حوالی سراب در پیوستن به کریم خان زند و اعلام اطاعت از وی تردید نشان می‌دادند. خاندان‌های موسوم به علی خانی و صادق خانی بر ایلات شقاقی حکمرانی می‌کردند. شقاقی‌ها پس از بازگشت از خراسان پس از مرگ نادر به صفوف قشون زند پیوسته و در چندین جنگ در حوالی کرمانشاه و همدان همراه لشکریان زند بودند.

#### کریم‌خان زند و شاهسون‌ها
کریم‌خان زند نسبت به عشایر و قبایل، سیاست تبعید و نقل و انتقال را به کار نگرفت، بلکه با انتخاب خان‌ها به ریاست قبایل و حکمرانی نواحی، آنان را مسول اعمال و رفتار رعایا قرار داد. او از اعضای خانواده‌های این خوانین، کسانی را به عنوان گروگان نزد خود نگه می‌داشت. کریم خان مدتی پس از ترک اردبیل (۱۱۴۱ ه‍.ش) نظرعلی خان شاهسون را به حکمرانی شهر و احتمالاً به ریاست طوایف ناحیه برگمارد.

### قاجارها و شاهسون
شاهان قاجار نیز مانندشاهان پیشین خود از قدرت نظامی عشایر برای ایجاد ثبات و تحکیم سیاسی خود و فشار مالیاتی بر طبقات تهیدست استفاده می‌کردند. در اوایل تأسیس حکومت قاجاریان طی لشکرکشی‌های آقامحمدخان قاجار به ایروان و تفلیس، فعالیت‌های زیادی در قلمرو شاهسون به وقوع پیوست، خصوصاً موقع لشکرکشی عباس میرزا علیه روس‌ها، کوچ‌نشین‌های شاهسون در طی حوادثی که منجر به نبرد مصیبت بار اصلاندوز شد سهم به‌سزایی را به عهده داشتند. بر پایهٔ عهدنامه گلستان که در سال ۱۸۱۳ میلادی بین ایران و روسیه منعقد گردید، روس‌های در منطقه تالش و بخش‌های شمالی مغان ساکن شدند و این امر باعث تهدید سرزمین‌های قشلاقی شاهسون گردید. در دومین جنگ ایران و روسیه در سال ۱۸۲۶ م ایل شاهسون به نفع هر دو طرف وارد جنگ شدند. ظاهراً شاهسونان شمال مغان در پشتیبانی روس‌ها و شاهسونان جنوب به اتفاق قبایل افشار به حمایت از سپاه عباس میرزا می‌جنگیدند. بر اساس عهدنامه ترکمانچای به سال ۱۸۲۸ میلادی مرزهای ایران از سمت شمال محدود و به شکل امروزی درآمد و در نتیجه قسمت بزرگی از منطقه قشلاقی شاهسون نیز از بین رفت.

### دوره پهلوی و شاهسون
طوایف شاهسون که نزدیک به چهار دهه، مستقل از دولت به‌سر می‌بردند (اواخر دوران قاجاریه) در دهه ۱۳۰۰ه‍.ش تا ۱۳۱۰ه‍.ش توسط رژیم پهلوی سرکوب، خلع سلاح و به صورت اجباری یکجانشین شدند. با توجه به اینکه هدف رضاشاه ایجاد حکومت قوی مرکزی بود، تضعیف سازمان ایلی و از بین بردن قدرت طوایف، یکی از مهم‌ترین خواسته‌های وی بود. در تعقیب این هدف و پس از خلع سلاح عشایر، قانون تخته قاپو در سال‌های ۱۳۱۲–۱۳۱۳ به مورد اجرا گذاشته شد. نیروهای دولتی عشایر را وادار نمودند که کانون‌های استقرار خود، یعنی چادرها را برچیده و سکونت‌گاه‌های دائمی برای خود ایجاد کنند. عشایری که مقاومت نموده و کماکان به انتظار در آلاچیق و اوبههای عشایری به سر می‌برند مورد تهاجم قرار گرفته و نتیجتاً بسیاری از عشایر ناگزیر به اتراق گردیده و به تدریج سکونت‌گاه‌هایی ایجاد کردند، در این شرایط رمه را می‌بایست چوپانان به صحرا برده در کومهها به سر برند، البته شاهسون‌ها عمدتاً به عنوان چوپان، کماکان دام خود را کوچ داده و با دشواری بسیار درو از چشم مأمورین دولتی کوچ می‌نمودند. با سقوط رضاشاه در شهریور ۱۳۲۰، عشایر دوباره آلاچیق را برپا نموده و اوبه‌ها را سازمان دادند و کوچ بار دیگر آغاز گشت و اتحادیه ایل، به صورت نیم‌بند و نامتمرکز احیا گردید. تخته قاپوی رضاشاه هرچند موجب شد که جامعه عشایری شاهسون با مشکلات عدیده‌ای درگیر شود و انسجام ایلی تا حدی برهم بریزد ولی روی هم رفته این برنامهٔ اسکان مبتنی بر زور ناموفق بود و تا سال ۱۳۲۷ه‍.ش که آغاز برنامه‌های عمرانی در دشت مغان است، منطقه مزبور منحصراً قشلاق عشایر شاهسون بوده و رمه‌گردانی مبتنی بر کوچ رکن بارز حیات اقتصادی-اجتماعی منطقه بود.
با وجود این در دهه ۱۳۴۰ه‍.ش خلع برخی رؤسا و اجرای اصلاحات ارضی، ایل شاهسون را از مبانی اقتصادی و سیاسی اش محروم ساخت.
پس از انقلاب ۱۳۵۷ شاهسون‌ها نیز همچون دیگر ایلات ایرانی کوچ روی را از سر گرفتند. (مطابق سرشماری ۱۹۸۷م، ۶۰۰۰ هزار خانوار شاهسون در دشت مغان، کوچ‌نشینی را از سر گرفتند). اما ظاهراً در میانه دهه ۱۳۷۰ ه‍.ش با پیشرفت بی‌امان طرح‌های توسعه مورد حمایت دولت، به ویژه پروژه‌های کشت و صنعت دشت مغان که از زمان محمدرضا شاه پهلوی در مغان آغاز شده بود، کوچ نشینی چنان نپایید.

## ساختار اجتماعی ایل شاهسون
هرم سازمان تولیدی ایل شاهسون از خانوار آغاز و به تیره و طایفه ختم می‌شود. در گذشته ریاست طوایف را خان‌ها به عهده داشتند که امروز از مزایای اجتماعی-اقتصادی و سیاسی شایانی برخوردار هستند. سرکردگان شاهسون نسبت به خوانین ایلاتی مانند قشقایی بسیار قدرتمندتر بودند. در راس هر رده کوچک نیز مسؤلی قرار داشت که آق‌سَقَّل [ریش‌سفید] نامیده می‌شد
با گسترش شهرنشینی و یکجانشین شدن اکثر جمعیت عشایر ایران، مردمان این ایل نیز در مناطق مختلف کشور ساکن شدند و ساختار ایلاتی آن تقریباً از بین رفته‌است

## خصوصیات اجتماعی ایل شاهسون

### مسکن
شاهسون‌ها به مجموعه چند آلاچیق و کومه‌ای که در یک نقطه برپا شده باشد، اوبه می‌گویند. محلی که اوبه در آن قرار گرفته یا به جایی که چادرها در آنجا برافراشته می‌شوند یورد اطلاق می‌گردد. مشخصه اصلی یورد سنگ چین‌های هلالی شکل (قوسی) است که به موقع استقرار اولین آلاچیق یا کومه در آنجا، برای گذاشتن فارماش (جا رختخوابی پشمی) و سایر اسباب و اثاث چیده شده و چوب‌های چادرها به این فاصله تقریبی یک متر خارج از این سنگ چین هلالی چیده می‌شوند. سبب اصلی چیدن این سنگ‌ها به خاطر مصون نگهداشتن اسباب و اثاث پشمین از تماس با کف زمین جلوگیری از نفوذ نم و رطوبت به داخل آنهاست. معمولاً هر فرد عشایر تا آخر عمر به خاطر دارد که در کدام یورد به دنیا آمده‌است. همچنین هر کدام از این یوردها دارای القاب یا عناوین قراردادی به خصوص هستند که ممکن است برخی از اسامس یادآور یک جریان تاریخی یا واقعه و پیشامدی نیز باشد. به دلیل اینکه در مقایسه با سایر مناطق عشایری ایران هر دو ناحیه سردسیر و گرم سیر شاهسون، (تابستان ییلاق و زمستان قشلاق) آب و هوای سردی دارند به همین خاطر عشایر شاهسون به تجربه دریافته‌اند از چادری استفاده نمایند که حتی‌المقدور بیشترین هماهنگی را با شرایط محیطی داشته باشد.

#### آلاچیق و کومه
آلاچیق و کومه مسکن اصلی عشایر شاهسون در ییلاق می‌باشد. آلاچیق یکی از مشخصات و نشانه‌های عشایر شاهسون است که چادر نیمکره‌ای شکل می‌باشد و کومه چادر دالانی شکل دارد و معمولاً از آلاچیق کوچک‌تر است و از جنس خشنی و با آلاچیق که با دقت و مهارت و ظرافت درست می‌شود قابل مقایسه نمی‌باشد. آلاچیق همیشه با کومه همراه می‌باشد.

### پوشاک

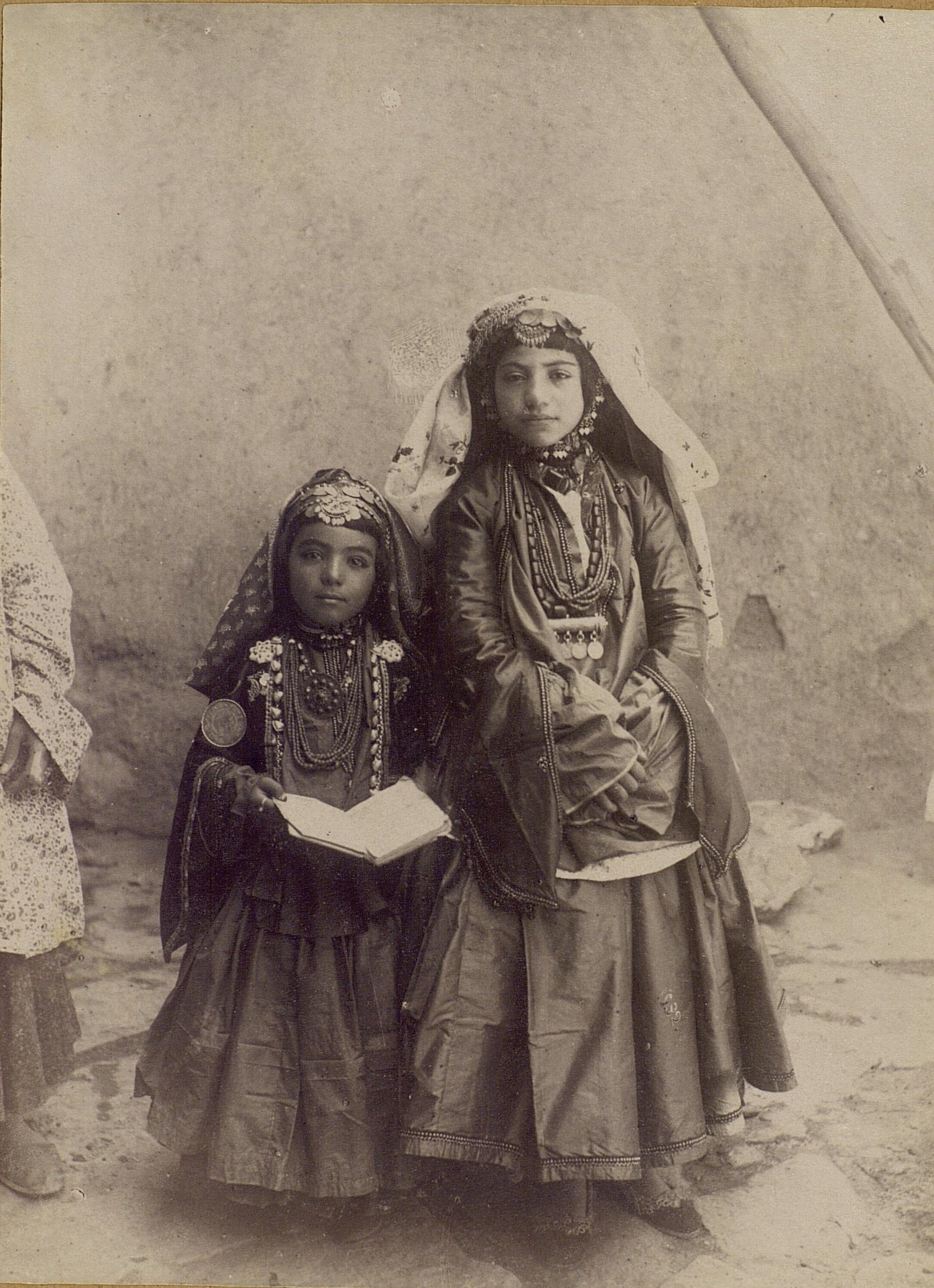
نمونه‌ای از پوشاک دختران ایل شاهسون، قرن ۱۹ میلادی، ایران.

امروزه پوشاک مردان و زنان شاهسون همانند پوشاک روستائیان اطراف منطقه می‌باشد و هرگونه تغییر و تحولی در نوع یا شکل لباس روستائیان به‌وجود آمده‌است در ترکیب و نوع لباس عشایر شاهسون نیز این تغییرات مشاهده شده‌است. در زمان‌های قدیم مردان و زنان منطقه دارای لباس مخصوص بوده‌اند که امروزه حتی در دور افتاده‌ترین نقطه آذربایجان و دیگر نقاط نیز هیچ اثری از آن پوشش دیده نمی‌شود. زنان شاهسون (البته برخی به‌ویژه زنان سالخورده) تا حدودی بافت سنتی پوشاک خود را حفظ کرده و در مواردی نیز هیچ الگو یا ترکیب جدیدی را دربافت سنتی لباس خود راه نداده‌اند.
پوشاک زنان شاهسون شامل ۹ تکه‌است که عبارت‌اند از:
1. کوینک (پیراهن)
2. تومان (تنبان یا دامن شلیته‌ای)
3. یایلیق (روسری)
4. آلین یایلیقی (چارقدی که از روی یایلیق و برای نگهداشتن آن از بالای پیشانی بسته می‌شود)
5. آرخچین (عرقچین)
6. یل (نیم تنه ساده‌ای که زمستان‌ها روی جلیقه پوشیده می‌شود)
7. جوراب
8. جلقا (جلیقه بی آستین)
9. باشماق (کفش)
10. یاشماق (دستمالی که بر روی دهان می‌بستند)

### صنایع دستی
در مطالعه اقتصادی عشایر شاهسون صنایع دستی بعد از فعالیت‌های دامداری و کشاورزی قرار می‌گیرد. زندگی کوچ نشینی که بر پایه پرورش دام و تولید فراورده‌های دامی به ویژه گوسفند و بز استوار است امکان تهیه مواد اولیه برای تولید دست بافت‌های مختلف را با بکارگیری سلیقه و هنر خلاقه زنان شاهسونی فراهم نموده‌است.
برخی از صنایع دستی تولیدی توسط زنان عشایر شاهسون عبارت‌اند از:
قالی و قالیچه -گلیم، زیلو، جاجیم و خورجین - پلاس (چادر) - چوقا یا برک - کلاه - دستکش - جوراب - گیوه - پاپوش - حصیر - مفرش - نمک دان و…
ورنی (verneh) از جمله صنایع دستی مختص زنان ایل شاهسون است که جنس آن از پشم بوده و دارای طرح‌ها و سبک‌های بافت گوناگون است.
از جمله دیگر صنایع دستی ایل شاهسون باستریخ است که نوار بافته شده از پشم با کرک بز است و علاوه بر تزئین داخل آلاچیق، برای استحکام چوب‌های آلاچیق مورد استفاده قرار می‌گیرد.

#### دلبافته‌های عشایر ایل شاهسون
شاهسونی‌ها از فراورده‌های دامی از جمله پشم برای صنایع دستی استفاده می‌کنند که به‌صورت دلبافته‌هایی که حاصل هنر، ذوق، اندیشه، خاطرات تاریخ و برداشت‌هایی که از طبیعت و محیط اطراف داشته‌اند در قالب هنرهای تجسمی به صورت نقش بر روی دستبافته ایجاد می‌کنند. برخی از نقش‌ها مثل علامت گردونه‌مهر نشانگر چهار عنصر جهان است و برخی دیگر برداشت از طبیعت وگل و گیاهی است که به صورت اشکال هندسی درآمده‌است ونقش‌های دیگری نیز وجود دارد که حیوانات در آن نمایان هستند که براساس داستان‌های افسانه‌ای یا علاقهٔ شخصی به‌کارگرفته‌شده‌است.

#### ابزار دلبافته‌ها
- دار:

دار به دستگاه بافندگی ورنی، گلیم، جاجیم، جوال، نمکدان، پلاس، باغ‌بند، نواربافی و… می‌گویند که چهارچوبی به شکل مربع یا مستطیل است که برای نگه‌داشتن و کشیدن تار استفاده می‌شود که در دو نوع دار افقی و دار عمودی وجود دارد.
- دار افقی:

به‌صورت دو تیرک چوبی به موازات هم، توسط طناب‌هایی بر روی زمین نصب می‌شود و متناسب با عرض دلبافته است. یکی از خصوصیات این دار طول زیاد آن است و به همین دلیل در ییلاق برپا می‌شود. از خصوصیات دیگر آن سبک بودن و کم بودن مواد مصرفی آن است که حمل‌ونقل را به هنگام کوچ راحت می‌کند.
- دار عمودی:

چارچوبی است که از دو تیرک افقی و موازی و دو تیرک عمودی و موازی هم ایجاد می‌شود که تیرک‌ها دارای شکاف‌هایی در سر خود هستند که توسط گوه‌هایی به یکدیگر متصل می‌شوند. علاوه بر این گوه‌ها در شل و سفت کردن چله، منتقل کردن بافته به پشت دار و ثابت کردن تیرک‌های افقی نقش دارند.
- جاجیم:

طریقهٔ بافت آن بدین صورت است که پشم گوسفندان را شسته و آن‌ها را با دستگاه ریسندگی به نخ تبدیل کرده و بعد با رنگ‌های گیاهی آن‌ها را رنگ می‌کنند و شروع به بافت جاجیم می‌کنند. در ابتدا جایی وسیع و آزاد را انتخاب می‌کنند و بعد عمل چله‌دوانی را شروع کرده که در این روش نقش اولیه جاجیم مشخص می‌شود و با بافته‌های دیگر جاجیم تفاوت دارد. برای چله‌دوانی فردی که ماهر است در نقطه‌ای می‌نشیند و تارها و نقش‌ها را نگاه می‌کند و افراد دیگر گلوله‌های دار را به دور دار می‌پیچانند. در جاجیم نقش‌های گوناگونی به‌کار می‌رود که از جملهٔ آن‌ها می‌توان به یدی‌قارداش، قیقاج، لمه، دنه‌مه، بویرگ، چیت و … اشاره کرد. جاجیم با عرض ۲۰–۲۵ سانتی‌متر و با طول ۳۰–۴۰ متر است؛ که بعد از بریدن آن‌ها را به هم می‌دوزند و زیرانداز تهیه می‌کنند. این نوع کار به دلیل سبک بودن و ظرافت آن در تهیهٔ مبلمان، پادری، رومبلی و… استفاده می‌شود. ابزارهایی که برای تهیهٔ جاجیم مورد استفاده قرار می‌گیرد، عبارت‌اند از: چوبک‌هایی برای بالا و پایین بردن تارها، دار، چوبی که عرض جاجیم را نگه‌دارد، سه‌پایه‌ای از جنس چوب، چوبک‌هایی نازک برای نقش‌اندازی و دفته چوبی که برای محکم شدن پود و ضربه‌زدن استفاده می‌شود.
- گلیم:

از دلبافته‌هایی است که قدمتی طولانی دارد. نوع بافت آن ساده و بدون پرز بوده و با نخ‌های پنبه‌ای، پشمی، کنفی و با مخلوط تار و پود بافته می‌شود. نخ پنبه‌ای برای تار و نخ پشمی رنگی برای پود استفاده می‌شود. در گلیم‌بافی تهیهٔ نقشه الزامی نیست و نقش‌بافی آن بیشتر به صورت ذهنی است. گلیم را به سه روش برجسته، ساده و ورنی می‌بافند؛ که برجسته‌بافی زمینه‌ای ساده دارد و شکل آن شبیه قالی پرزدار است، به این طریق که از روی نقشهٔ قالی بر چلهٔ گلیم گره می‌زنند و در آخر پرز اضافی آن را می‌چینند. در ساده‌بافی هر کدام از پودها را یکی‌درمیان از بین چله عبور می‌دهند. این نوع از گلیم دو رو دارد و تهیهٔ آن نیاز به نقشهٔ از پیش تعیین شده ندارد. نقش به کار رفته در آن بیشتر هندسی است و به ندرت از نقوش منحنی در آن استفاده می‌شود. نوع دیگر که ورنی است، یک‌رو بوده و پرز ندارد و معمولاً آن را به صورت ذهنی و بدون نیاز به نقشه می‌بافند.
- پلاس:

برای این نوع دستبافته ابتدا پشم‌ها را شسته، نخ‌ریسی و سپس رنگ‌آمیزی کرده و بعد از این‌که آماده شد شروع به بافتن می‌کنند که در مرحلهٔ اول چله‌دوانی کرده و پس از آن نقش‌اندازی می‌کنند. از نقشه‌هایی که در این بافت استفاده می‌شود می‌توان به چیچک، لمه، یدی‌قارداش، دورت‌گوز و … اشاره کرد. بعد از این‌که پلاس بافته شد آن را می‌برند و سپس تکه‌ها را به هم وصل کرده و به عنوان زیرانداز استفاده می‌کنند. به دلیل ظرافت و سبکی آن می‌توان به عنوان روکش مبلمان هم استفاده کرد.
- خورجین:

به صورت کیسه‌ای بزرگ بافته می‌شود که برای حمل وسایل قیمتی عشایرها به هنگام کوچ بر روی شتر می‌اندازند. خورجین‌ها به چندین روش ساخته می‌شوند. نوع سادهٔ آن را همانند جاجیم می‌بافند و مثل خورجین می‌دوزند و نوع رنگی و نقش‌دار، که به نام‌های خلی‌خورجین، دنه‌مه، قیناغ و … وجود دارد.
- ورنی:

این نوع کار با عبور دادن پود از تار و پیچاندن نخ خامه به دور نخ‌های تار شکل می‌گیرد. نوعی زیرانداز یک رو و بدون پرز و چیزی بین گلیم و قالی است؛ از این لحاظ که در آن گره به‌کار نمی‌رود شبیه گلیم و از لحاظ نقش و طرح‌آن شبیه به قالی است. وسایل مورد نیاز برای این نوع بافت، شانه، پود اصلی، دفتین، دار و … است.
- پرده:

نوعی دیگر از دستبافته‌ها است که بر روی دارهای افقی بافته می‌شود و نخی که برای این نوع بافت به‌کار می‌رود از جنس پشمی ظریف می‌باشد.
- آسمالیغ:

دستبافته‌ای است که افراد عشایر وسایلی را که در مدت روز به آن احتیاج بیشتری داشته باشند را در آن می‌گذارند و جنس آن بیشتر از نوع جاجیم و ورنی است.
- اورکن:

دلبافته‌ای است که با نخ‌های‌رنگی آماده‌شده و معمولاً در ابعادی به عرض ۱۰–۸ سانتی‌متر و به طول ۵–۴ متر بافته می‌شود. از نقش‌های این نوع کار می‌توان به داراغ، تیرمه، دورت‌گوز، ایرشمه و … اشاره کرد.
- نمکدان:

این نوع دستبافته از دو تیکه بافت و به صورت بطری شکل درست می‌شود که بافت پشت آن با طرح گلیم و رندبافت است و قسمت زیرین‌آن قالی‌بافی می‌باشد. بعد از این‌که کار بافت تمام شد نمکدان را آستر می‌گیرند و سر و ته آن را با نخ‌های پشمی می‌دوزند.
- چوال:

این نوع بافت به دو روش بافته می‌شود. یک نوع بر روی دارهای عمودی که معمولاً به روش گلیم بافته می‌شود و نوع دیگر بر روی تارهای افقی و به روش پلاس می‌بافند که بعد از بافته‌شدن آن را با یک پهنا و دو بلندی به صورت کیسه به هم می‌دوزند و در قسمت درب آن قلاب‌هایی می‌دوزند تا بتوانند درِ آن را ببندند. از چوال برای نگه‌داری مواد غذایی و … استفاده می‌کنند. چوال به پنج نوع شال‌چوال، ائون‌چوالی، قرخیلیق‌چوالی، باغاچاناغی و ال‌چوالی بافته می‌شود.
- مفرش:

نوعی دیگر از دلبافته‌ها است که مستطیلی‌شکل است و به صورت ورنی، گلیم، قایغ، فرش و … بافته‌می‌شود و در سه نوع قییاغ، خکی و گلیمی می‌بافند. گعبه، گول، بئلی‌باغلی از نقش‌های آن می‌باشد. این نوع دستبافته برای تمیز نگه‌داشتن وسایل و رخت‌خواب‌ها استفاده می‌شود و همچنین کار عشایر را برای حمل وسایل در موقع کوچ آسان‌تر می‌کند.

## آیین‌های مرسوم

### مراسم عید نوروز و چهارشنبه سوری
عید نوروز و چهارشنبه‌سوری از شادترین روزهای شاهسون هاست. شب چهارشنبه‌سوری آجیل گوناگون از نخودچی و گندم بوداده و غیره درست می‌کنند، آتش برمی‌افروزند و بچه‌ها از روی آن می‌پرند و صبح روز چهارشنبه آب‌تنی می‌کنند. در عید نوروز تخم مرغ رنگ می‌کنند و به دید و بازدید می‌روند و تخم مرغ‌ها را بین بچه‌ها پخش می‌کنند و آخر سر نیز همگی جمع شده و به خانه آق سقل یا رئیس طایفه می‌روند. آن‌ها معتقدند که به هنگام تحویل سال، یک لحظه آب‌های روان از حرکت بازمی‌ماند و درختان سر خود را به زمین می‌گذارند.

### مراسم خواستگاری و عروسی
در خواستگاری دو نفر ریش سفید از خانواده داماد به چادر پدر عروس رفته و عهد و پیمان می‌بندند که خیلی به آن اهمیت می‌دهند. پس از خوردن شیرینی و بلافاصله پس از موافقت و عهد و پیمان در خواستگاری، خانواده داماد به محل عروسی رفته و یک روسری کلاغی، گردن بند، آئینه و شیرینی همراه می‌برند. ممکن است جشن عروسی تا بیست روز طول بکشد. در طول این مدت مهمانی‌ها برگزار می‌شود و در روز آخر هر مهمانی، مبلغی به عنوان طویانه (پول شیرینی) به صاحبخانه می‌پردازند.

### موسیقی سنتی و عاشیق لار

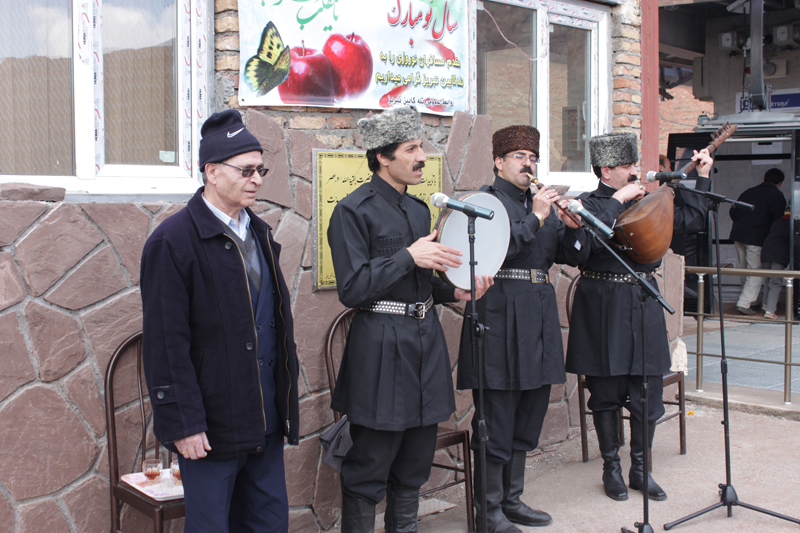
تصویری از گروه موسیقی عاشیق لار. تله کابین تبریز. نوروز ۱۳۹۰.

عاشیق لار یا نوازندگان محلی را عشایر شاهسون دوست دارند و در تمام جشن‌ها و مراسم از وجود آن‌ها استفاده می‌کنند. اشعار عاشیق‌ها بیشتر حماسی و عاشقانه یا در وصف مردانگی و شرافت و وطن‌پرستی است. عاشیق‌ها این اشعار را همراه با ساز مخصوص شاهسونی به نام چگور می‌خوانند.

### پهلوانان افسانه‌ای
در نقل قول‌ها و ادبیات حماسی، از پهلوانان افسانه‌ای رستم، کوراوغلو، اصلی و کرم، نبی و امیر ارسلان را می‌شناسند و داستان‌های پهلوانی آن‌ها را نقل می‌کنند. نیروی رستم را هدیه خدا می‌دانند ولی از دلاوری‌های نبی و کوراوغلی هم لذت می‌برند و از شعرهایی که عاشیق‌ها دربارهٔ آن‌ها می‌خوانند خوششان می‌آید.

### احترام خورشید و آتش
عشایر شاهسون به خورشید احترام می‌گذارند و به آن سوگند می‌خورند. آتش را نیز مقدس می‌شمارند و به نام اجاق به آن قسم می‌خورند. به نور چراغ نیز سوگند می‌خورند و از ریختن اب بر روی آتش احتراز می‌جویند و اگر آب روی آتش ریخته شد و آن را خاموش کرد سه بار بسم ا.. می‌گویند. نان و برنج را نیز محترم شمرده و از ریختن آن‌ها به زیر پا خود داری می‌کنند. اگر باران بیش از حد معمول و سیل آسا ببارد، دوغ به خاک میریزند تا باران قطع شود.